# Пам'ятки архітектури Сумщини
«Пам'ятки архітектури Сумщини» (рос. «Памятники архитектуры Сумщины») — путівник (видавництво «Прапор», 1971, перевиданий 1981 та 1989 року). Автор — Анатолій Іванович Дейнека, заслужений архітектор України.
«Пам'ятки архітектури Сумщини» містять детальний опис архітектурних споруд Сумської області, історичні факти, фотографії та сім основних напрямків транспортних маршрутів, які пролягають через Глухів, Лебедин, Охтирку, Путивль, Ромни, Суми, Тростянець та кілька інших населених пунктів.